# Emma Graf

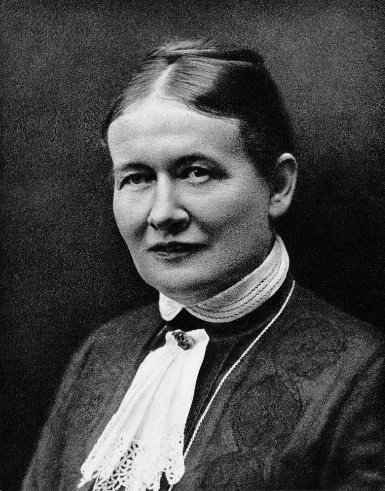
Emma Graf um 1910

Emma Graf (* 11. Oktober 1865 in Langenthal; † 22. November 1926 in Bern) war eine Schweizer Frauenrechtlerin. Sie gründete 1914 das Jahrbuch der Schweizerfrauen, eine Publikation, die als gemeinsames Forum der bürgerlichen Frauenbewegung diente.

## Leben
Emma Graf, die Schwester von Ernst Otto Graf, machte eine Lehre als Weissnäherin und besuchte anschliessend das Lehrerinnenseminar in Hindelbank. Nachdem sie kurze Zeit unterrichtet hatte, studierte sie an der Universität Bern Geisteswissenschaften und promovierte 1901. Neben der Tätigkeit als Lehrerin war sie wissenschaftliche Mitarbeiterin von Professor Oskar Walzel und widmete sich dem Studium von Geschichte, Philosophie und Literatur, insbesondere zu Frauentypen der Romantik. Sie war Studienkollegin von Anna Tumarkin, der ersten Privatdozentin an einer europäischen Hochschule.
Als erste Frau der Schweiz unterrichtete sie ab 1907 Naturwissenschaften an einer höheren Mittelschule. Von 1902 bis 1920 war sie Präsidentin des Schweizerischen Lehrerinnenvereins.
Erst als Redaktorin der Schweizerischen Lehrerinnenzeitung, dann des Jahrbuchs der Schweizerfrauen setzte sie sich für die rechtliche und wirtschaftliche Gleichstellung der Lehrerinnen gegenüber den Lehrern ein. Sie schrieb auch Artikel und Erzählungen wie etwa die Reise einer bernischen Frauenrechtlerin nach Griechenland und sammelte zeitlebens Stimmen historischer Persönlichkeiten zu Frauenrechten.
Von 1912 an war sie auch in der Frauenstimmrechtsbewegung aktiv. Bald wurde sie zur Präsidentin des Berner Stimmrechtsvereins gewählt und 1916 auch zur Präsidentin des Aktionskomitees für das Frauenstimmrecht in Gemeindeangelegenheiten. Dieses leitete die Abstimmungskampagne für die Abstimmung von 1917, in der die Burgergemeinde Bern den Frauen das passive Wahlrecht in Gemeindekommissionen zugestand.
Während des Ersten Weltkrieges war Graf zudem eine der Initiatorinnen für die «Nationale Frauenspende», mit der Schweizer Frauenvereine von 1915 bis 1916 gegen eine Million Franken für die Soldaten und ihre Familien sammelten. Sie gründete auch Alters- und Ferienheime für Lehrerinnen. 1921 wurde Graf zur Präsidentin des Zweiten Schweizer Frauenkongresses ernannt.

## Werke
- Rahel Varnhagen und die Romantik. 1903.
- Die Frau und das öffentliche Leben. Bern: A. Francke 1916.